# Pont de la chaussée de Helmet
L’aménagement du boulevard Lambermont est évoqué dès l’année 1900 au conseil communal de Schaerbeek. Ce n’est toutefois qu’en janvier 1903 qu’une convention entre la commune et le ministère des Travaux publics est passée en vue de prolonger l’axe grande ceinture qui reliait à ce moment-là les casernes d’Etterbeek à la chaussée de Louvain (actuelle place Meiser). Tous les travaux furent pris en charge par la commune sauf au niveau des croisements des chaussées de Haecht et de Helmet dont la construction fut assurée par le ministère des Travaux publics. Les derniers aménagements furent achevés en 1912.
Le pont de la chaussée de Helmet, quasiment identique au pont de la chaussée de Haecht, possède une portée de 16m, une largeur de 43m et une hauteur sous clef de 6,42m. Il s’agit en réalité de deux ponts de 21,4m de large séparés par un lanterneau de 3,2m de large (celui-ci se situe au niveau de la berme centrale séparant les voies de circulation du boulevard Lambermont). La structure primaire des deux ponts est un arc en maçonnerie dont l’épaisseur varie de 1,05 m, à la clef, à 2,03 m, au niveau des butées. Les poussées de l’arc sont reprises par d’imposantes butées en maçonnerie. Une couche de béton a été coulée sur l’arc de manière à renforcer l’aspect et le comportement monolithique de l’arc. Une couche d’asphalte étanche a ensuite été placée sur l’arc. Le tout est couvert de remblais jusqu’au niveau de la chaussée. 
Au niveau du lanterneau, la structure métallique qui soutient la verrière est supportée par les deux arcs en maçonnerie qui l’encadrent.